# Wrestle Kingdom 15
Wrestle Kingdom 15 è la quindicesima edizione dell'evento Wrestle Kingdom prodotto dalla New Japan Pro-Wrestling. Come tradizione si svolge al Tokyo Dome di Tokyo e, come la precedente edizione, si svolgerà nel corso di due serate, il 4 e il 5 gennaio 2021. La capienza dell'arena è stata limitata a causa della pandemia di COVID-19.

## Incontri

### Serata 1
| # | Match | Stipulazione                                                                    | Durata |
| - | --- | ------------------------------------------------------------------------------- | ------ |
| P | Vincono l'incontro Bad Luck Fale, Bushi, Chase Owens e Toru Yano                                                                  | New Japan Ranbo per decretare i quattro partecipanti al KOPW 2021               | 34:40  |
| 1 | Hiromu Takahashi sconfigge El Phantasmo                                                                                           | Single Match per affrontare Taiji Ishimori la sera successiva                   | 17:46  |
| 2 | Guerrillas of Destiny (Tama Tonga e Tanga Loa) (con Jado) sconfiggono Dangerous Tekkers (Taichi e Zack Sabre Jr.) (c) (con Douki) | Tag Team Match per gli IWGP Tag Team Championship                               | 19:18  |
| 3 | Kenta (c) sconfigge Satoshi Kojima (con Hiroyoshi Tenzan)                                                                         | Single match per l'IWGP United States Championship Challenge Rights Certificate | 14:12  |
| 4 | Hiroshi Tanahashi sconfigge Great-O-Khan                                                                                          | Single Match                                                                    | 17:13  |
| 5 | Kazuchika Okada sconfigge Will Ospreay (con Bea Priestley)                                                                        | Single Match                                                                    | 35:41  |
| 6 | Kōta Ibushi sconfigge Tetsuya Naito (c)                                                                                           | Single Match per l'IWGP Heavyweight e Intercontinental Championship             | 31:18  |

### Serata 2
| # | Match                                                                                                  | Stipulazione                                                         | Durata |
| - | --- | -------------------------------------------------------------------- | ------ |
| P | AZM, Saya Kamitani e Utami Hayashishita sconfiggono Maika, Himeka e Natsupoi                           | Stardom Exhibition Match                                             | 9:48   |
| P | Syuri e Giulia sconfiggono Mayu Iwatani e Tam Nakano                                                   | Stardom Exhibition Match                                             | 12:49  |
| 1 | Toru Yano sconfigge Bad Luck Fale, Bushi e Chase Owens                                                 | Fatal Four Way match per il KOPW 2021                                | 7:34   |
| 2 | Yoshinobu Kanemaru e El Desperado (c) sconfiggono Master Wato e Ryusuke Taguchi (con Hiroyoshi Tenzan) | Tag Team Match per l'IWGP Junior Heavyweight Tag Team Championship   | 13:20  |
| 3 | Shingo Takagi (c) sconfigge Jeff Cobb                                                                  | Single Match per il NEVER Openweight Championship                    | 21:11  |
| 4 | Sanada sconfigge Evil (con Dick Togo)                                                                  | Single Match                                                         | 23:40  |
| 5 | Hiromu Takahashi sconfigge Taiji Ishimori (c)                                                          | Single Match per l'IWGP Junior Heavyweight Championship              | 25:31  |
| 6 | Kota Ibushi (c) sconfigge Jay White (con Gedo)                                                         | Singles Match per l'IWGP Heavyweight e Intercontinental Championship | 48:05  |